# Иван-Асен Петков
Иван-Асен Николов Петков е български геофизик, един от основателите на геофизиката в България.

## Биография
Роден е на 19 октомври (1 ноември нов стил) 1915 г. През 1938 г. завършва физика и математика в Софийския университет. През 1941 г. постъпва в Държавния географски институт към Министерство на войната, а през 1946 г. – в Дирекция за геоложки проучвания. През 1953 – 1954 г. чете лекции по гравиметрия и сеизмометрия в Софийския университет, а от 1957 г. и по обща геофизика. От 1961 г. е доцент в Софийския университет и старши научен сътрудник в Геологическия институт при Българска академия на науките. Основава секция „Геофизика“ към катедра „Метеорология и геофизика“ в СУ, а в Геологическия институт при БАН основава секция „Геофизика“, която е първото научноизследователско звено по приложна геофизика в България. От 1968 г. е професор в Софийския университет. Умира през 2005 г. в София.

## Научна дейност
Ръководи първите в България геомагнитни и гравиметрични изследвания и първите сеизмопроучвателни работи. За пръв път измерва абсолютната стойност на силата на тежестта, прави редица теоретични разработки относно разпространението на сеизмичните вълни в нехомогенни среди и първи определя дълбочината на границата на Мохоровичич по гравиметрични данни и прилага метода на дълбокото сеизмично сондиране за изследване на структурата на земната кора. Изучава сеизмичността в България във връзка с антисеизмичното строителство и сеизмичното микрорайониране.
Иван-Асен Петков има разработки в почти всички области на геофизиката – гравиметрия, сеизмопроучване, сеизмология, геотермия, геомагнетизъм, геотектоника, геоморфология, сеизмично инженерство, геоелектричество и геолитология. На него се дължи голяма част от знанията за строежа на земната кора на територията на България.
В съавторство чертае първите гравиметрични, геомагнитни, тектонски, геотермични и прогнозни сеизмични карти за България. Автор е на учебници, монографии и многобройни научни публикации.